# Srednjeveška grščina
Srednjeveška grščina (znana tudi bizantinska grščina) je različica grščine, ki je obstajala med koncem klasične antike v 5.–6. ter do osmanske osvojitve Konstantinopla leta 1453.
Od 7. stoletja naprej je bila grščina edini upravni jezik v Bizantinskem cesarstvu. S preučevanjem srednjeveške grščine in književnosti se ukvarja bizantologija, študij zgodovine in kulture Bizantinskega cesarstva.
Začetek srednjeveške grščine občasno datirajo že v 4. stoletje, bodisi v leto 330 n. št., ko se je politično središče Rimskega imperija premaknilo v Konstantinopel; bodisi v leto 395 n. št., ko se je Rimski imperij razdelil na Zahodni in Vzhodni del. Ta pristop je precej samovoljen, saj predpostavlja politični in ne kulturno-jezikoslovni razvoj jezika. V temu času se je izgovorjava jezika že močno približala sodobni grščini.
Osvajanja Aleksandra Velikega in helenistično obdobje, ki jim je sledilo, sta povzročila širjenje grščine med ljudstva Anatolije in vzhodnega Sredozemlja ter spremembe v fonetiki in skladnji jezika. Srednjeveška grščina je bila tako povezava med koine grščino in moderno grščino, kar se odraža tudi v bizantinski književnosti, ki je bila še vedno pod močnimi vplivi atiške grščine in ljudskega koineja, ki je bil jezik Nove zaveze in liturgični jezik grške pravoslavne cerkve.